# Кингскот, Аделина
Аделина Джорджиана Изабелла Вульф, в браке Кингскот англ. Adeline Georgiana Isabella Kingscote; 16 ноября 1862 или 1860 — 13 сентября 1908[…]) — британская писательница. Публиковала свои произведения под именем Миссис Говард Кингскот (по имени мужа); а также под псевдонимом  Лукас Клив (англ. Lucas Cleeve). Правнучка Хораса Уолпола, в связи с чем, при публикации одного из своих романов, использовала псевдоним Мэри Уолпол. 
Внучка миссионера Джозефа Вульфа. Вместе с мужем, полковником британской армии Говардом Кингскотом, Аделина Кингскот провела несколько лет в Индии, где собрала сборник южноиндийского фольклора (англ. «Tales of the sun», 1890, в соавторстве) и написала книгу «Английский ребенок в Индии и как его воспитать» (англ. «The English baby in India, and how to rear it», 1891). После возвращения в Англию в 1895 году Кингскот обратилась к романистике и за последующие 13 лет написала 65 романов, большинство из которых посвящено жизни женщины в современном ей обществе, хотя встречаются и сочинения на исторические темы. Отличалась достаточно консервативными взглядами, что привело к забвению её творчества в дальнейшем. 